# Zálesná Zhoř
Pour les articles homonymes, voir Zhoř.
Zálesná Zhoř (en allemand : Salesna-Shorsch) est une commune du district de Brno-Campagne, dans la région de Moravie-du-Sud, en République tchèque. Sa population s'élevait à 66 habitants en 2020.

## Géographie
Zálesná Zhoř se trouve à 7 km au sud-sud-est de Velká Bíteš, à 24 km à l'ouest-nord-ouest de Brno et à 163 km au sud-est de Prague.
La commune est limitée par Přibyslavice au nord, par Lesní Hluboké et Domašov à l'est, par Rudka et Zbraslav au sud, et par Stanoviště et Velká Bíteš à l'ouest.

## Histoire
La première mention écrite de la localité date de 1358.